# أكيروكلين ساتوريويديس
أكيروكلين ساتوريويديس (بالإنجليزية: Achyrocline satureioides)‏ المعروفة شائعًا باسم "مارسيلا (بالإنجليزية: marcela)‏"، هي نوع من النباتات من فصلية نجمية. هي من أصل جنوب الولايات المتحدة، من الأرجنتين وحتى كولومبيا وغيانا. وهي نبتة عشبية نصف سنوية تصل إلى متر تقريبًا، ولها أوراق خضراء بسيطة وضيقة ذات حواف مسننة. تنتج زهورًا صفراء في عناقيد حول عيد الفصح.

## الاستخدامات
تستخدم كرمز نبتة طبية لولاية ريو غراندي دو سول في البرازيل. وتستخدم هذه النبتة على نطاق واسع في مختلف البلدان التي تشترك في التراث الثقافي الغواراني مثل الباراغواي والأوروغواي وشمال الأرجنتين.
يُستخدام مستخلص هذا النبات، الذي يحتوي على إيزورامنيتين ولوتيولين وكيرسيتين، لمكافحة الهربس.
كما تستخدم هذه النبتة بكثرة في جنوب البرتغال، حيث تحرق في الحرائق المنتشرة خلال الاحتفالات الشعبية ويستمتع الناس برائحة المارسيلا المحترقة.